# Phlias (Sohn des Dionysos)
Phlias (altgriechisch Φλίας, auch Phleias Φλείας) ist der Name einer Figur der griechischen Mythologie.
Er war der Sohn von Dionysos und Ariade (laut einer anderen Version der Araithyrea) und Eponym der Stadt Phleius (vormals Araithyrea) im Norden der Peloponnes. Er nahm an der Fahrt der Argonauten teil. Mit seiner Gattin Chthonophyle, der Tochter des Sikyon, hatte er den Sohn Androdamas.